# Municipio de Cash (Dakota del Norte)
El municipio de Cash (en inglés: Cash Township) es un municipio ubicado en el condado de Slope en el estado estadounidense de Dakota del Norte. En el año 2010 tenía una población de 33 habitantes y una densidad poblacional de 0,35 personas por km².

## Geografía
El municipio de Cash se encuentra ubicado en las coordenadas 46°18′59″N 103°29′43″O / 46.31639, -103.49528. Según la Oficina del Censo de los Estados Unidos, el municipio tiene una superficie total de 93.31 km², de la cual 92,44 km² corresponden a tierra firme y (0,94 %) 0,88 km² es agua.

## Demografía
Según el censo de 2010, había 33 personas residiendo en el municipio de Cash. La densidad de población era de 0,35 hab./km². De los 33 habitantes, el municipio de Cash estaba compuesto por el 100 % blancos. Del total de la población el 0 % eran hispanos o latinos de cualquier raza.